# 班科里
班科里（英语：Banchory；苏格兰盖尔语：Beannchar；低地苏格兰语：Banchry），是英国苏格兰阿伯丁郡的一个村镇，位于迪河畔，阿伯丁以西29公里。总人口约6520（2006年） (2006)。主要景点有Crathes堡等。